# St. Josef (Holzminden)

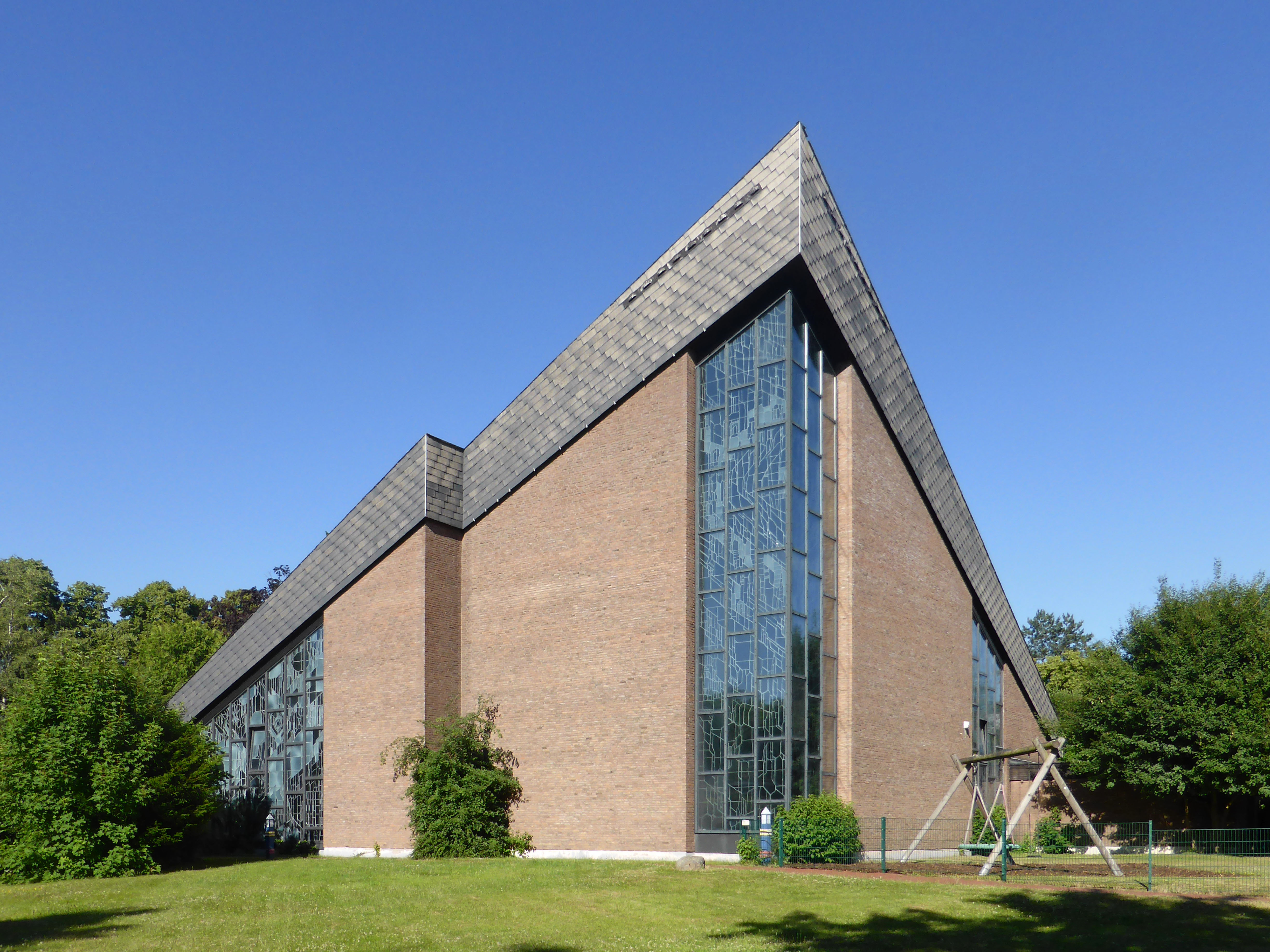
St.-Josef-Kirche

Die Kirche Sankt Josef ist die römisch-katholische Kirche in Holzminden, der Kreisstadt des Landkreises Holzminden in Niedersachsen. Das nach dem heiligen Josef von Nazaret benannte und 1972 geweihte Gotteshaus ist die Pfarrkirche der Pfarrei St. Josef im Dekanat Weserbergland des Bistums Hildesheim.

## Geschichte

### Vorgeschichte
1568 wurde in der Kirche von Holzminden der erste evangelische Gottesdienst gehalten. Durch Herzog Julius, von 1568 an Herrscher des Fürstentums Braunschweig-Wolfenbüttel, zu dem Holzminden damals gehörte, wurde in Holzminden die Reformation eingeführt.
Im Zuge der Industrialisierung ließen sich um 1860 wieder Katholiken in Holzminden nieder. Auch die 1831 gegründete Baugewerkschule sowie der 1865 erfolgte Anschluss Holzmindens an das Schienennetz brachten in der Folgezeit weitere Katholiken nach Holzminden. Bischof Eduard Jakob Wedekin versuchte 1863, in Holzminden eine katholische Missionsstation zu gründen, was jedoch vom Herzogtum Braunschweig, zu dem Holzminden damals gehörte, untersagt wurde. Zunächst kümmerten sich daher Geistliche aus dem nahegelegenen Dekanat Höxter des Bistums Paderborn, das jedoch im Gegensatz zu Holzminden im Königreich Preußen lag, um die Katholiken in Holzminden. Im November 1864 gründeten Priester aus dem Dekanat Höxter einen „Special-Missions-Verein für Holzminden“, um Geld für einen römisch-katholischen Gottesdienstraum in Holzminden zu sammeln. Unter der Bedingung, dass ein Raum für Gottesdienste gestellt werde, stimmte das Herzogtum Braunschweig 1865 der Abhaltung von katholischen Gottesdiensten in Holzminden zu.

### Notkapelle
Der erste römisch-katholische Gottesdienst in Holzminden nach der Reformation fand am 28. Mai 1865 statt. Dafür wurde in einen Nebengebäude der Schwerspat-Mühle an der Herrenbache, dessen aus dem Sauerland zugezogener Besitzer Ernst Joseph Herrings römisch-katholisch war, eine Notkapelle eingerichtet. Im September 1865 ließ sich mit dem Neupriester Eduard Kümmel, nach anderer Quelle war sein Name Engelbert Kümmel, der erste römisch-katholische Geistliche seit der Reformation in Holzminden nieder. Für seinen Unterhalt sorgte der Mühlenbesitzer Herrings, in dem er ihn als Hauslehrer anstellte und in seinem Haus wohnen ließ. Kümmel, der erst im August 1865 zum Priester geweiht worden war, verstarb bereits im Mai 1866, nachdem er sich bei einer Krankensalbung infiziert hatte. Sein Nachfolger wurde Johannes Gerhardy (1841–1919), der ebenfalls erst 1865 geweiht worden war und bis 1896 in Holzminden blieb. Noch bis zum 11. August 1867 fanden in der Notkapelle die Heiligen Messen für die Holzmindener Katholiken statt.

### Missionshaus

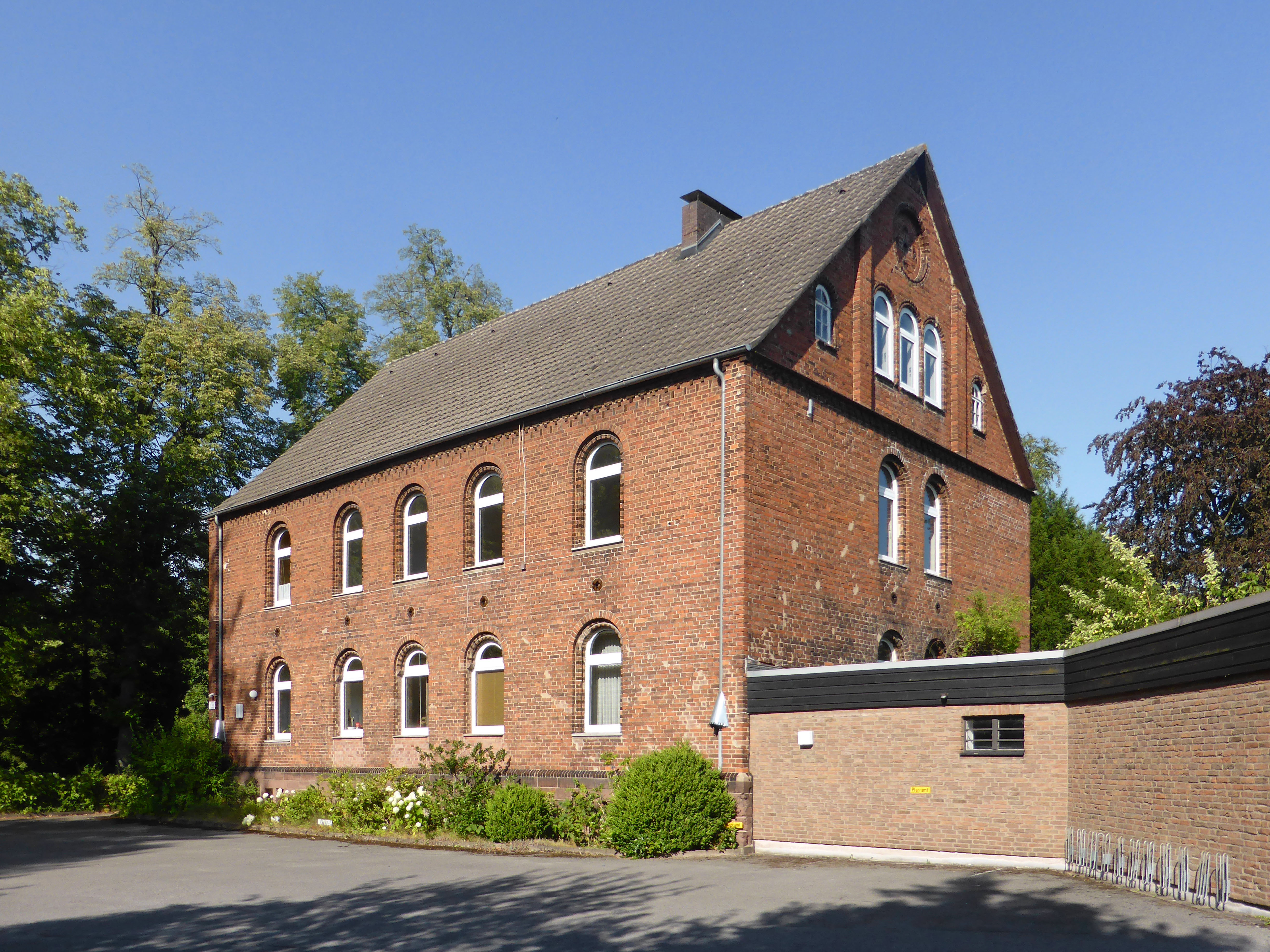
Ehemaliges Missionshaus

Unter der Leitung von Gerhardy begann in Holzminden der Bau eines Missionshauses, nachdem Anna Gertrud Esser aus Nettesheim für diesen Zweck eine größere Stiftung getätigt hatte. Damals gehörten rund 120 Katholiken zur Missionsgemeinde Holzminden. Die Grundsteinlegung für das Missionshaus erfolgte am 28. August 1866, es wurde nach Plänen des Holzmindener Architekten August Scheffers (1832–1888) erbaut. Am 15. August 1867, dem Fest der leiblichen Aufnahme Mariens in den Himmel, erfolgte die Einweihung des Missionshauses und die Benediktion der im Erdgeschoss dieses Gebäudes eingerichteten Kapelle durch Pfarrer Johannigmann aus Albaxen aus dem Bistum Paderborn. Aus der Notkapelle wurden unter anderem der Altar und das Harmonium übernommen. Vom 1. Oktober 1868 an bestand im Erdgeschoss des Missionshauses auch eine römisch-katholische Schule. 1869 gehörten bereits rund 350 Katholiken zur Missionsgemeinde Holzminden.

### Kirche von 1886
Da die Zahl der Katholiken in Holzminden angewachsen war, begann am 17. April 1884 der Bau einer Kirche. Die Grundsteinlegung erfolgte am 22. Mai 1884 durch den Holzmindener Pastor Johannes Gerhardy. Die Kirche entstand nach Plänen des Architekten Eberhard Wulff aus Köln, der während seiner früheren Tätigkeit an der Baugewerkschule in Holzminden selbst der katholischen Missionsgemeinde und zeitweise auch deren Kirchenvorstand angehörte. Das Gotteshaus war Wulffs einziger Kirchenbau, während seiner Tätigkeit in Köln leitete er die Hochbauabteilung der Rheinischen Eisenbahn-Gesellschaft und entwarf Bahnhöfe und Eisenbahnbrücken.

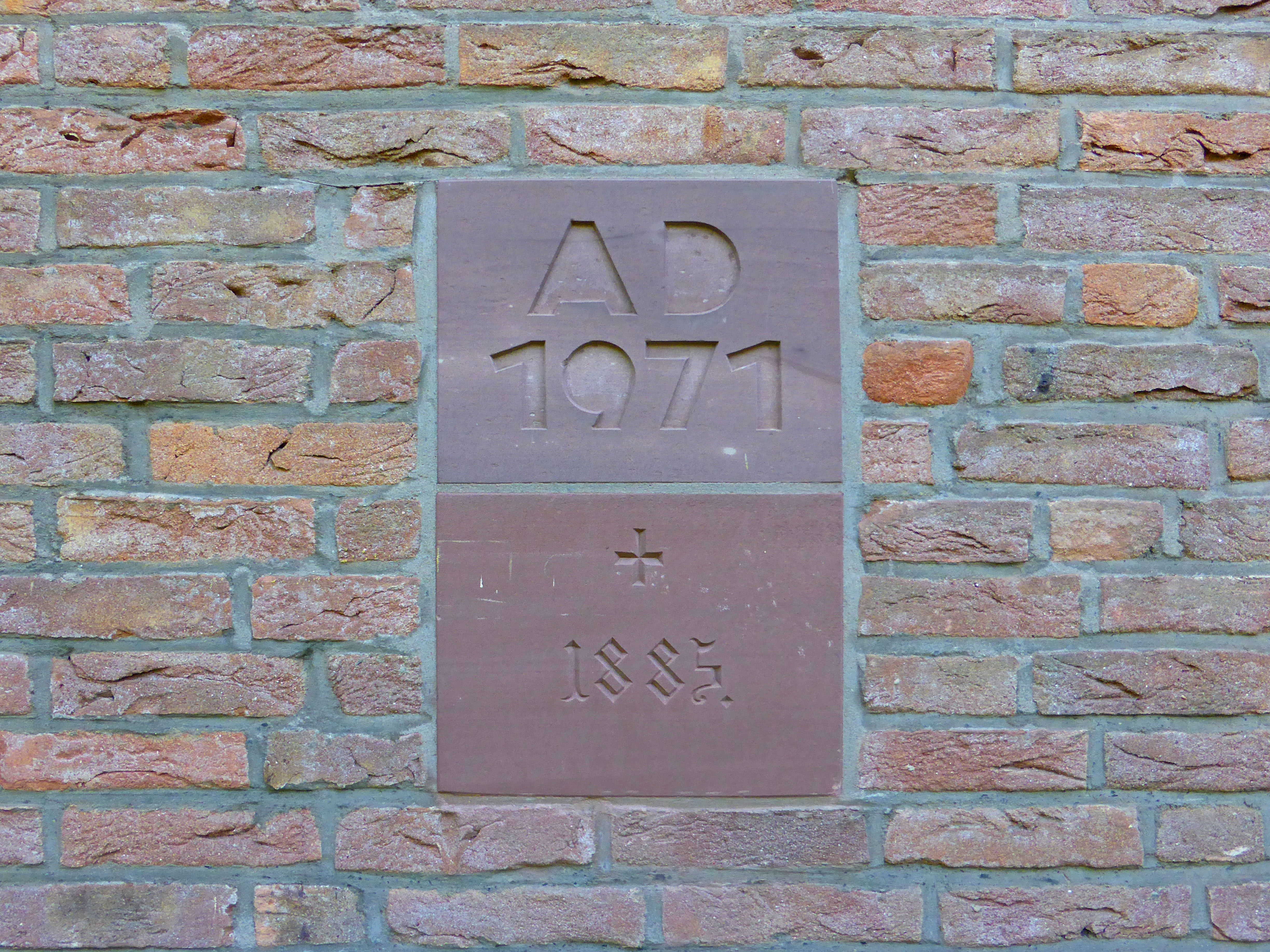
Grundstein der heutigen Kirche und Schlussstein ihrer Vorgängerkirche

Die Kirche in Holzminden entstand aus Wesersandstein im Baustil der Neugotik und trug einen Dachreiter. Das Mittelschiff der dreischiffigen Kirche war mit einem Kreuzrippengewölbe überspannt. Auf den beiden steinernen Seitenaltären standen lebensgroße Statuen der heiligen Maria und Josef. Die Orgel war ein Werk des Orgelbauers Louis Krell von 1886 und verfügte über 14 Register. Die drei Glocken wurden von 1885 bis 1888 in der Glockengießerei Heinrich Humpert gegossen. In der Planung der Kirche war bereits eine spätere Erweiterung vorgesehen. Im Januar 1885, noch während der Bauphase der Kirche, verstarb ihr Architekt Eberhard Wulff. Der Schlussstein der Kirche, der später in eine Außenwand der Nachfolgekirche eingelassen wurde dadurch bis heute erhalten ist, wurde am 22. Juli 1885 eingesetzt. Das bereits nach dem heiligen Josef benannte Gotteshaus wurde am 28. Mai 1886 durch Bischof Daniel Wilhelm Sommerwerck konsekriert. Die Ausmalung der Kirche folgte 1892 durch Hermann Schaper. Der Bildhauer Franz Heise, der 1890 bereits den von Franz Schmitz entworfenen Hochaltar geschaffen hatte, fertigte 1893 die fünf Figuren der Kanzel an, die Elija, Mose, Johannes den Täufer, Simon Petrus und Paulus von Tarsus darstellen. Der Kreuzweg folgte erst 1928/29 durch den Kunstmaler Heinrich Repke.
1892 wurde in Holzminden der Bonifatiusverein gegründet, 1901 der Männerverein, 1912 der Jünglingsverein und 1913 die Jungfrauenkongregation. 1917 gehörten zum Einzugsgebiet der Kirche rund 780 Katholiken.
Im Nationalsozialismus erfolgte 1943 durch die stattlichen Machthaber die Aufhebung der katholischen Schule. Nachdem Holzminden 1941 durch das Salzgitter-Gesetz vom Freistaat Braunschweig in den Freistaat Preußen gewechselt war, konnte am 1. April 1944 in Holzminden eine selbständige Kuratiegemeinde errichtet werden. Bis zu diesem Zeitpunkt gehörte die Kirche zur Propsteigemeinde St. Nicolai in Braunschweig. Kurz vor Ende des Zweiten Weltkriegs wurde die Kirche und das Missionshaus im April 1945 durch Fliegerbomben beschädigt.
Durch die Flucht und Vertreibung Deutscher aus Mittel- und Osteuropa 1945–1950 ließen sich in Holzminden weitere Katholiken, die überwiegend aus Schlesien kamen, nieder. Die Zahl der Gemeindemitglieder, die vor dem Zweiten Weltkrieg rund 1300 betragen hatte, war bis Ende 1946 auf rund 3400 angestiegen. Ende der 1940er Jahre wechselte Holzminden vom Dekanat Braunschweig in das Dekanat Hameln. Nachdem in den ersten Jahren nach Ende des Krieges die Schäden an der Kirche notdürftig repariert worden waren, weihte Weihbischof Johannes Bydolek am 17. September 1950 die Kirche wieder ein. Erst von 1954 bis 1957 erfolgte eine umfangreiche Renovierung der Kirche. Unter anderem wurde das Dach neu eingedeckt, die Fenster erneuert und der Innenraum hell gestrichen.
Nachdem die Katholikenzahl der Kuratie Holzminden bis Ende 1954 auf über 4200 angewachsen war, wurden am 1. Juni 1956 von der Kuratie Holzminden die Kuratien Bodenwerder, Eschershausen und Stadtoldendorf abgezweigt. Am 1. April 1960 erfolgte die Erhebung der Kuratie Holzminden zur Pfarrei, zu ihr gehörten neben der Kirche in Holzminden auch die Kapelle des Schlosses Bevern sowie die Kirchengemeinde Boffzen. Von 1962 an war Heinrich Machens, der spätere Weihbischof des Bistums Hildesheim, Pfarrer der Kirche. Am 1. Juli 1963 wurde die Kirchengemeinde Boffzen zu einer selbstständige Kuratie erhoben und schied damit aus der Pfarrei Holzminden aus. Am 30. November 1963 wurden drei neue Glocken geweiht, für die ein freistehender Turm errichtet worden war. 1968 bekam die Pfarrei Holzminden in Bevern eine Filialkirche.
Da die bisherige Kirche für die gewachsene Zahl der Gläubigen zu klein geworden war, entwarf der Braunschweiger Architekt Alois Hafkemeyer (1929–1986), der zuvor bereits die Kirchen St. Norbert (Grasleben), Corpus Christi (Rotenburg (Wümme)) und St. Marien (Braunschweig-Querum) entworfen hatte, 1963 einen Anbau für die Kirche in Holzminden, der nicht ausgeführt wurde. 1968 und 1969 machten auch der Holzmindener Architekt Alfred Strohschneider (1911–1979), der dem Kirchenvorstand in Holzminden angehörte, sowie sein Kollege Dieter Philipp aus Braunschweig, der kurz zuvor bereits die Hedwigskirche im nahegelegenen Bevern entworfen hatte, Pläne für eine Kirchenerweiterung, von denen letztlich ebenfalls keiner realisiert wurde.
Trotz Ablehnung der staatlichen Denkmalpflege wurde die Kirche, die nicht unter Denkmalschutz stand, von Oktober 1970 an abgerissen und durch die heutige Kirche ersetzt. Änderungen an der Kirche infolge der Liturgiereform des Zweiten Vatikanischen Konzils fanden daher an der Kirche nicht mehr statt.

### Kirche von 1972

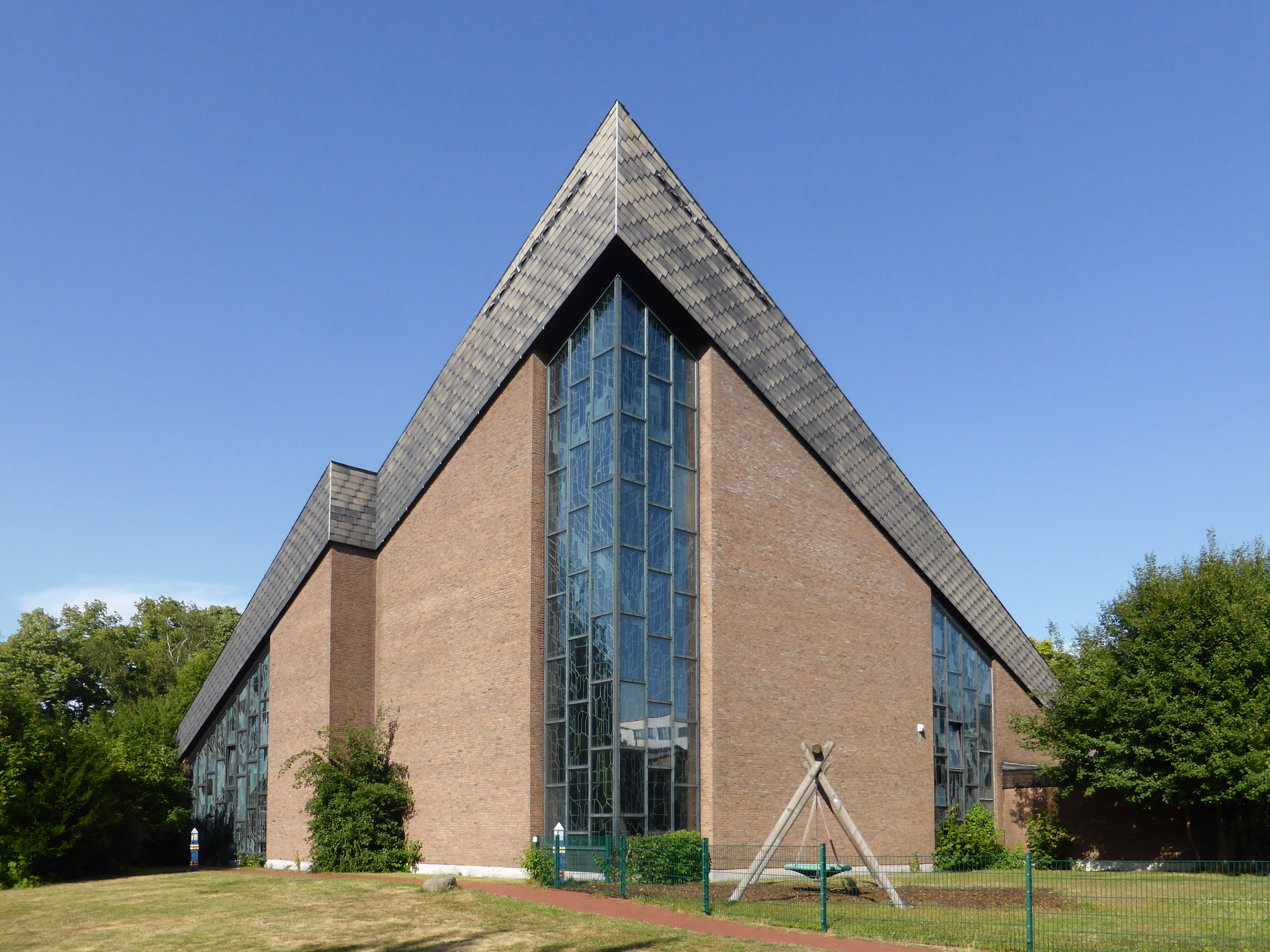
St.-Josef-Kirche von 1972

Mit dem Bau der neuen Kirche wurde im Frühjahr 1971 begonnen, am 22. Mai 1971 erfolgte die Grundsteinlegung durch Generalvikar Adalbert Sendker (1912–1993). Die Kirchweihe nahm am 6. Mai 1972 Bischof Heinrich Maria Janssen vor.
Am 1. Juli 1975 bekam die Pfarrei Holzminden in Neuhaus im Solling eine zweite Filialkirche, die zu diesem Zeitpunkt noch im Bau war. Im Frühjahr 1980 begann der Bau eines neuen Pfarrheims, da die Gemeinderäume im ehemaligen Missionshaus nicht mehr ausreichend waren. Am 21. November 1980 erfolgte durch Bischof Heinrich Maria Janssen, nach anderer Quelle am 5. Dezember 1980 durch Weihbischof Heinrich Machens, die Einweihung des Pfarrheims. 1988 erfolgte eine Umgestaltung des Altarraums. Am 1. Dezember 1995, nach anderer Quelle erst am 1. Juni 1996, bekam die Pfarrei Holzminden mit der Kirche St. Joseph in Polle, die zuvor zur Pfarrei St. Maria Königin in Bodenwerder gehörte, eine dritte Filialkirche. Dadurch steigt die Zahl der Katholiken in der Pfarrei Holzminden auf rund 4800 an.
Am 1. September 2012 wurden die Dekanate Bückeburg und Hameln-Holzminden zum heutigen Dekanat Weserbergland vereinigt. 2017 gehörten zur Pfarrei Holzminden mit ihren vier Kirchen nur noch rund 3700 Katholiken.
Heute gehören zur Pfarrei St. Josef Holzminden neben der Pfarrkirche St. Josef in Holzminden auch die Filialkirchen St. Hedwig in Bevern, St. Benedikt in Neuhaus im Solling und St. Joseph in Polle.

## Architektur und Ausstattung

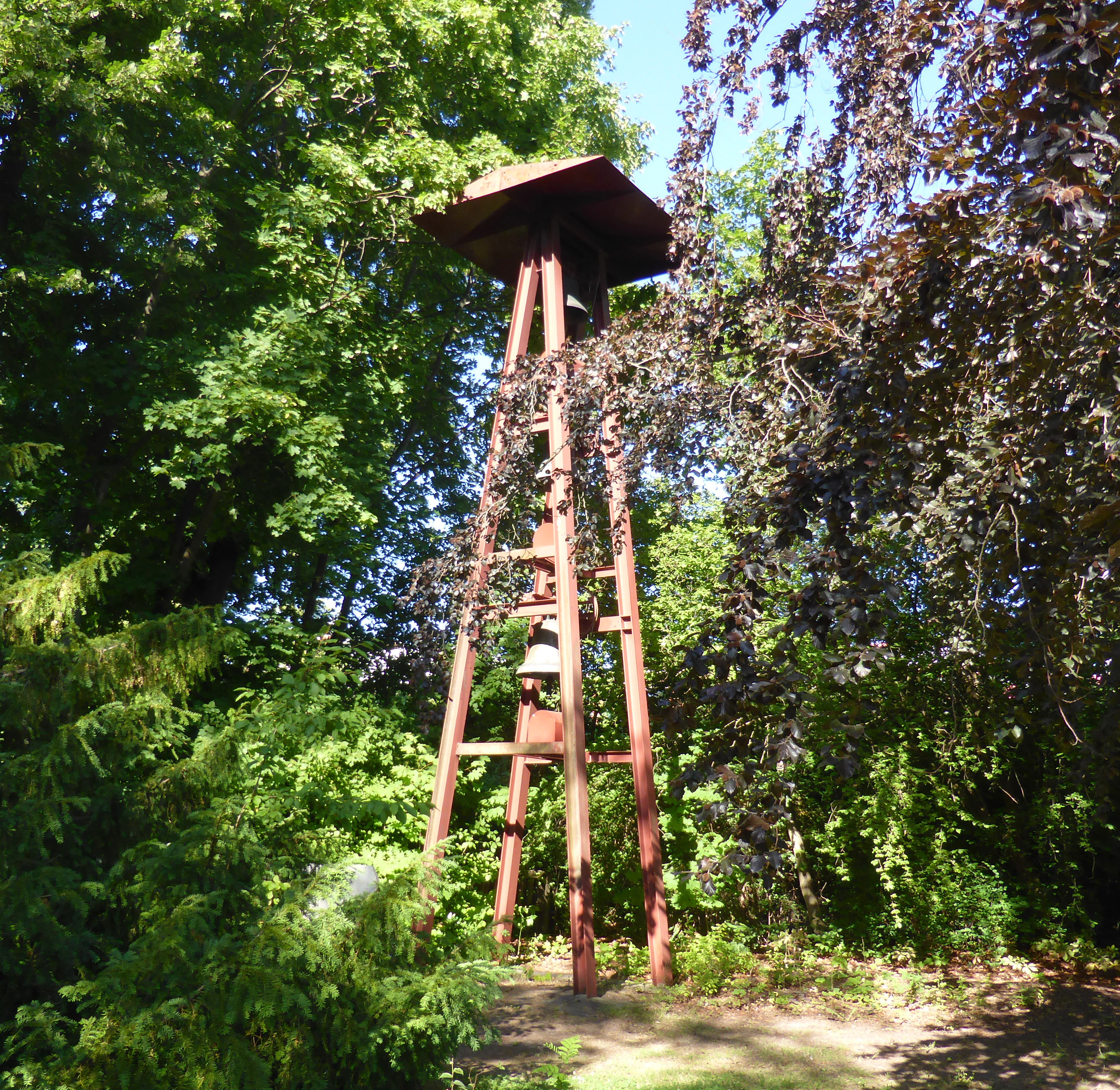
Glockenturm

Die Kirche steht auf dem Grundstück Ernst-August-Straße 10, sie wurde nach Plänen des ortsansässigen Architekten Alfred Strohschneider errichtet, der selbst zur Pfarrei Holzminden gehörte. Das Gotteshaus war die einzige nach Entwürfen von Strohschneider erbaute Kirche, es steht auf einem quadratischen Grundriss, sein Dach steigt zum Altarraum hin an. An seiner Ostseite sind, mit einem Flachdach eingedeckt, eine zum Kirchenraum hin offene Werktagskapelle mit 30 Sitzplätzen, ein Beichtraum sowie die Sakristei angefügt.
Die Buntglasfenster wurden vom Künstler Albert Reinker (1926–2014) gestaltet und von der Glasmalerei Peters ausgeführt. Das Fenster im Altarraum war ein Geschenk der Stadt Holzminden, es zeigt das Himmlische Jerusalem. Die Kirchenbänke bieten 375 Sitzplätze. Die Innenausstattung der Kirche, darunter der Altar, der Ambo und der Tabernakel, wurden 1972 von Hanns Joachim Klug entworfen. Die Marienstatue in der Marienkapelle, vor der Opferkerzen aufgestellt werden können, ist ein Geschenk von Bischof Heinrich Maria Janssen zur Weihe der Kirche, sie wurde nach dem Vorbild von Tilman Riemenschneider geschnitzt. Die Orgel ist ein Werk aus der Eggert Orgelbau-Anstalt von 1972. Aus der Vorgängerkirche wurden die Reliquien aus deren Altar und die Orgelpfeifen übernommen. Der 15 Stationen umfassende Kreuzweg entstand erst 1984 durch den Künstler Karl Cohnen, der selbst zur Pfarrei Holzminden gehört. 1989 folgte das von Paul Brandenburg gestaltete Taufbecken. Zum 25-jährigen Weihejubiläum wurde 1997 eine vom Bildhauer Klaus Kowalski gefertigte Statue des heiligen Josef, des Schutzpatrons der Kirche, aufgestellt.
Auf dem Kirchengrundstück steht ein freistehender metallener Turm mit drei Glocken, der 1963 nach Plänen des Architekten Alfred Strohschneider errichtet worden war.
Das 1980 erbaute Pfarrheim, das Josefshaus, entstand nach Plänen des Holzmindener Architekten Reinhard Niewerth. Den Kindergarten entwarf der Holzmindener Architekt Markus Wüchner, am 19. September 1993 legte der Holzmindener Pfarrer Christian Balemans den Grundstein. Diese am 25. September 1994 eingeweihte Kindertagesstätte St. Josef gehört ebenso wie die katholische Grundschule zu Pfarrei Holzminden.